# 何塞馬丁內斯市長鎮

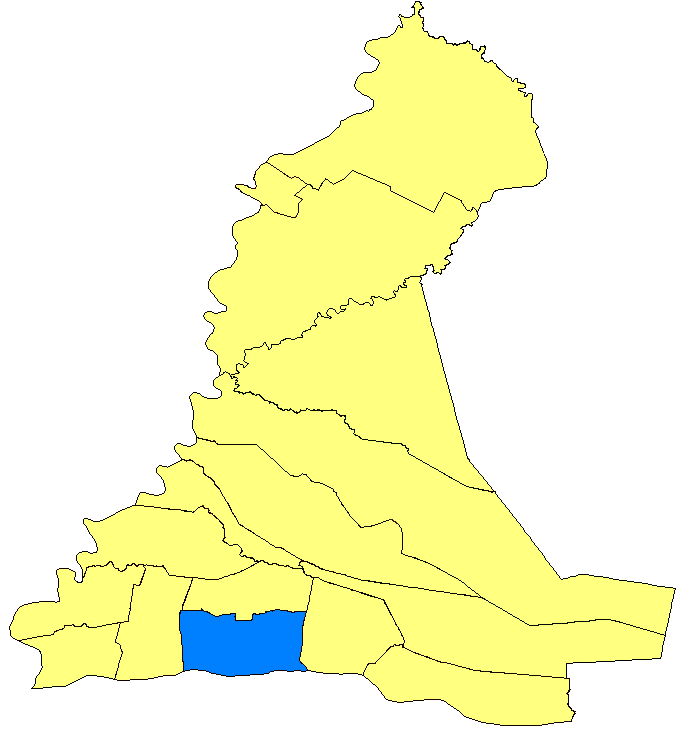

何塞馬丁內斯市長鎮（西班牙語：Mayor José Martínez），是巴拉圭的城鎮，位於該國西南部，由涅恩布庫省負責管轄，距離亞松森398公里，面積394平方公里，2002年人口3,904，人口密度每平方公里9.91人。